# (19694) Dunkelman
(19694) Dunkelman est un astéroïde de la ceinture principale.

## Description
(19694) Dunkelman est un astéroïde de la ceinture principale. Il fut découvert le 8 septembre 1999 aux Monts Santa Catalina par le projet CSS. Il présente une orbite caractérisée par un demi-grand axe de 3,55 UA, une excentricité de 0,09 et une inclinaison de 12,3° par rapport à l'écliptique.

## Compléments